# Бафулабе
Бафулабе (фр. Bafoulabé) — город на западе Мали, в области Каес, административный центр округа Бафулабе.

## География и климат
Расположен примерно в 400 км к северо-западу от Бамако, в месте, где сливаются реки Бафинг и Бакой, формируя тем самым реку Сенегал. Название города можно перевести с языка бамбара как «встреча двух рек». Плотина и ГЭС Манантали расположена в 90 км к юго-востоку от города, на реке Бафинг. Неподалёку находится водопад Гуина. Высота города над уровнем моря — 82 м.
Климат Бафулабе — характерный для сахели. Сезон дождей продолжает с июня по октябрь; средний годовой уровень осадков составляет менее 900 мм. Наиболее жаркие месяцы — с февраля по июнь; температуры нередко поднимается выше 41 °C.

## Экономика
Экономика основана на сельском хозяйстве, основные культуры которого — сорго, рис, маис, батат, фасоль, арахис и хлопок. Ранее город был важным центром торговли региона, однако со строительством железной дороги Дакар-Бамако в начале XX века центр торговли перемещается в Каес, а Бафулабе теряет своё значение.

## Население
По данным на 2013 год численность населения города составляла 28 518 человек. Основные этнические группы включают хасонке, мандинка, сонинке и фульбе.
Динамика численности населения города по годам:
| 1998   | 2013   |
| ------ | ------ |
| 16 670 | 28 518 |

## Города-побратимы
- Лескен, Франция